# CH-46 Sea Knight
CH-46 Sea Knight (укр. «Сі Найт») — американський середній цивільний і військово-транспортний вертоліт, з 1960-х років по 2015-й стояв на озброєнні Корпусу морської піхоти США. Розроблений для заміни вертольотів Piasecki H-21.

## Історія створення
Розробка нового транспортного вертольота, призначеного для заміни в армії США швидко застарілого CH-21, була розпочата фірмою Vertol Aircraft (у 1960 році увійшла до складу Боїнг Гелікоптер) у 1956 році. Новий вертоліт зберіг поздовжню схему розташування гвинтів H-21, але мав більш компактне компонування і більш потужну силову установку — два газотурбінних двигуна. Дослідний зразок V-107-I здійснив перший політ 22 квітня 1958 року. У липні того ж року армія США замовила десять прототипів під позначенням YHC-1A для проведення випробувань та оцінки. Перший з цих прототипів піднявся в повітря в серпні 1959 року. Але в цей час у V-107 з'явився серйозний конкурент. Армія паралельно з YHC-1A замовила у Vertol Aircraft дуже схожий, але більш місткий і вантажопідйомний вертоліт YHC-1B (фірмове позначення — V-114, майбутній CH-47 Chinook), і після випробувань зупинила свій вибір на ньому. У результаті замовлення на YHC-1A був зменшений до трьох вертольотів, а після проведення льотної оцінки всі три машини були повернуто виробнику.
Щоб урятувати проект V-107 від краху, фірма вирішила спробувати просунути його на ринку цивільних пасажирських вертольотів. Комерційний варіант V-107-II, перероблений з YHC-1A, здійснив перший політ 25 жовтня 1960 року. У цей час ідея пасажирських вертольотів була дуже популярною, і нова машина почала експлуатуватися авіакомпанією Нью-Йорк Airways з липня 1962 року. Однак V-107 чекало щось більше, ніж доля цивільного рейсового вертольота. До нього проявили інтерес Корпус морської піхоти (КМП) і ВМС США — їм цілком підходив модернізований YHC-1A. Замовлення на п'ятдесят машин було розміщено у лютому 1961 року, перший політ відбувся 16 жовтня 1962 року. Надалі вертоліт отримав позначення CH-46 і назву «Sea Knight» («Морський лицар»).

## Задіяні структури
У розробці та виробництві вертольотів CH-/UH-46 було задіяно наступні структури:
Генеральний підрядник робіт
- Планер літального апарата — Boeing Co., Vertol Division, Мортон, Пенсільванія.

Субпідрядники
- Головна передача — H. W. Loud Machine Works, Помона, Каліфорнія;
- Шасі — Electrol Inc., Кінгстон, Нью-Йорк
- Несні гвинти, привідна система, корпус диференціалу тяги — Curran Machine Works, Йорк Торонто, Онтаріо;
- Паливні баки — Goodyear Aerospace Corp., Акрон, Огайо;
- Крісла пілотів — L. B. Smith Aircraft Corp., Маямі, Флорида;
- Відкидні сидіння для десанта — Oro Manufacturing Co., Монро, Північна Кароліна; C. R. Daniels, Inc., Деніелс, Меріленд;
- Втулка несного гвинта, корпус шайби перекосу — Avco Corp., Lycoming Division, Уільямспорт, Пенсильванія;
- Лонжерони — Letill Manufacturing Co., Санта-Фе-Спрінгс, Каліфорнія;
- Електромеханічні приводи приборного обладнання, індикатори — General Precision Inc., Keariott Division, Кліфтон, Нью-Джерсі
- Гідроприводи, насоси — Aircraft Engineering, Кліфтон, Нью-Джерсі; New York Air Brake Co., Уотертаун, Нью-Йорк; Ronson Hydraulic Units Corp., Шарлотт, Північна Кароліна; Jarry Hydraulics Ltd., Монреаль, Квебек;
- Тренажер пілота/экіпажу — Dorsey Corporation, Dorsey Trailers Company, Special Products Division, Елба, Алабама.

Постачальники бортового обладнання на замовлення генпідрядника (CFE)
- Генератори — Bendix Corp., Red Bank Division, Ітонтаун, Нью-Джерсі; American Machine & Foundry Co., Leland Airborne Products Division, Вандалія, Огайо;
- Стартер — New York Air Brake Co., Уотертаун, Нью-Йорк;
- Вантажна лебідка — Breeze Corp., Inc., Юніон, Нью-Джерсі;
- Система зовнішньої підвіски — Aeroquip Corp., Джексон, Мічиган.

Постачальники бортового обладнання за держзамовленням (GFE)
- Двигун T58-GE-8B/10 — General Electric, Вест-Лінн, Массачусетс;
- Допоміжна силова установка P-7 — International Harvester Co., Solar Division, Сан-Діего, Каліфорнія;
- Бортові засоби зв'язку, Бортовий прийомопередавач AN/ARC-52, високочастотний односмуговий передавач команд AN/ARC-94 — Collins Radio Co., Сідар-Рапідс, Айова;
- Бортове навігаційне обладнання, азимутально-далекомірна радіосистема ближньої навігації — ITT Co., Federal Laboratory Division, Натлі, Нью-Джерсі; Nutley, N.J.; Stewart-Warner Corp., Чикаго, Іллінойс.

## Конструкція

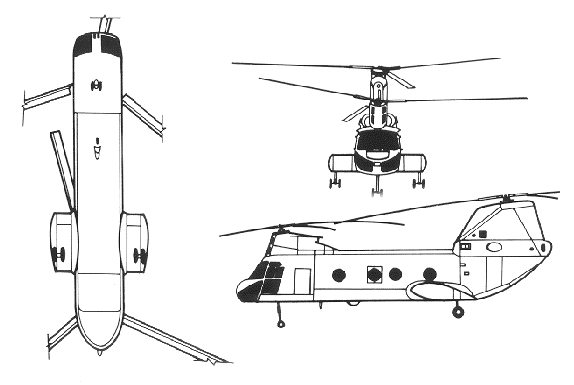
Проєкції СН-46

Зовні CH-46 дуже нагадує вертоліт CH-47, маючи, однак, менші розміри і триопорне шасі яке не прибирається замість чотириопорного. Вертоліт має двогвинтову подовжню схему. Фюзеляж водонепроникний, що дозволяє при необхідності здійснювати посадку на воду. 
Несні гвинти трилопатеві. Двигуни розташовані поруч у пілоні заднього несного гвинта.
Протекторовані паливні баки розміщені у бічних обтічниках, що забезпечують стійкість під час приводнення. Є вантажно-розвантажувальна рампа в задній частині фюзеляжу. Гак, вмонтований в підлогу кабіни, дозволяє здійснювати перевезення вантажів масою до 4,5 т на зовнішній підвісці. 
Військові модифікації можуть перевозити у вантажній кабіні 26 пасажирів або 15 нош з пораненими і 2 санітарами. 

## Модифікації
- Model 107-II — Третій прототип YHC-1, який був перетворений у цивільний вертоліт комерційних авіаліній. Всі наступні вертольоти для авіаліній називалися, як BV 107-II.
- Model 107M — прототип для корпусу морської піхоти США
- V-107-II — цивільний варіант. Побудовано 7 машин.
- HRB-1 — перша серійна військова модифікація з двигунами Дженерал Електрик T58-GE-8. У 1962 році перейменована у CH-46A у зв'язку зі зміною системи позначень американських військових літаків і вертольотів. Випущено 160 машин.
- UH-46A — позначення CH-46A, призначених для ВМС. Побудовано 14 машин.
- UH-46B — варіант, який проходив оцінку у ВПС США.
- CH-46D — варіант з більш потужними двигунами Дженерал Електрик T58-GE-10. Випущено 266 машин.
- UH-46D — позначення CH-46D, призначених для ВМС. Випущено 10 машин.
- CH-46E — переобладнані CH-46 інших варіантів з двигунами Дженерал Електрик T58-GE-16 і модифікаціями, що підвищують безпеку членів екіпажу і пасажирів. Переобладнання 273 машин почалося в 1977 році.
- RH-46E — вертоліт ВМС США, призначений для тралення мін.
- CH-46F — варіант CH-46D з додатковим електронним обладнанням. Остання серійна модифікація, випущено 174 машини.
- VH-46F — варіант для перевезення високопоставлених осіб
- CH-113 «Labrador» — пошуково-рятувальний варіант моделі 107-II-9 для канадських ВПС (18 побудовано).
- CH-113A «Voyageur» — модель 107-II-9 для канадських збройних сил (12 побудовано).

## Служба

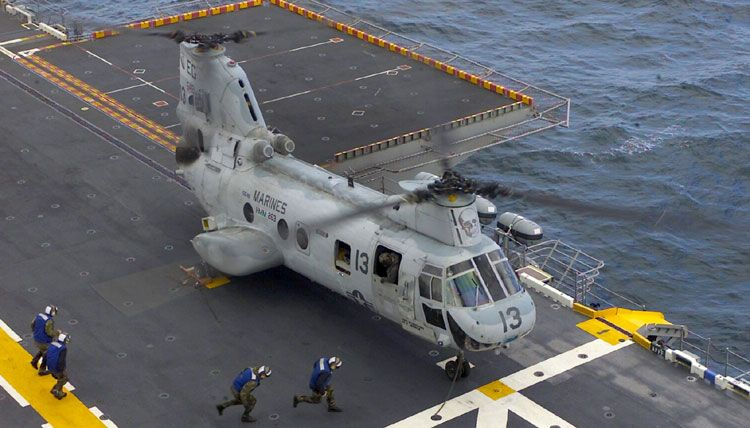
CH-46 на палубі вертольотоносця «Сайпан»

CH-46 почали надходити в ескадрильї в другій половині 1964 року. Серійне виробництво вертольотів цього типу в США продовжувалося з 1962 по 1971 рік; всього побудовано 677 машин (в тому числі 621 у військових модифікаціях і 56 у цивільних). ВМС використовували дуже невелика кількість «Sea Knight» (24 машини), основним експлуатантом став КМП. До кінця 1960-х років CH-46 практично повністю замінили старіючі UH-34; таким чином, «Sea Knight» став основним середнім вертольотом морської піхоти США.
У березні 1966 року перші «Sea Knight» прибули до В'єтнаму. У бойових умовах всі вертольоти несли додаткову броню і озброєння — два кулемети (як правило, великокаліберні М2, набагато рідше встановлювалися М60). «Sea Knight» отримали у морських піхотинців в цілому хорошу репутацію, ставши «робочим конем» КМП у В'єтнамській війні. Ці вертольоти брали участь в евакуації американського посольства і південнов'єтнамських біженців з Сайгона у квітні 1975 року.

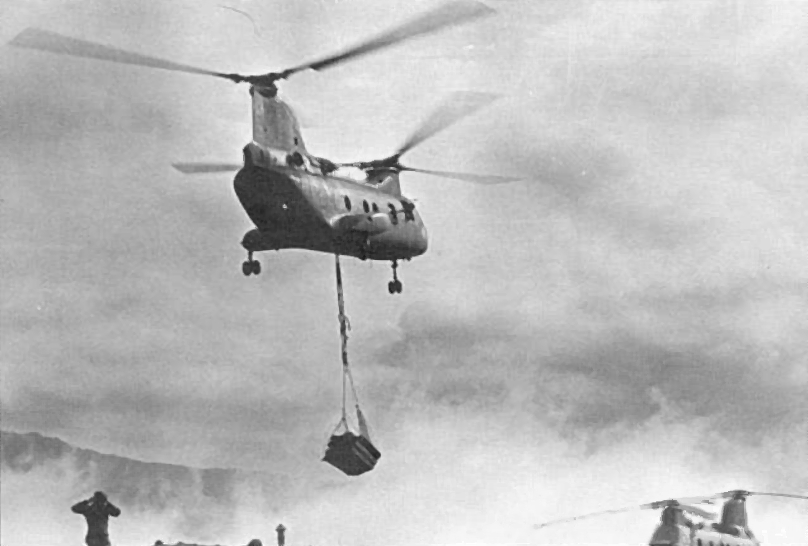
CH-46 з вантажем на зовнішній підвісці. Кхешань, В'єтнам

Після В'єтнаму CH-46 використовувалися практично у всіх операціях морської піхоти США. Втрати (бойові і небойові) відзначені під час вторгнення на Гренаду (1983) і операції «Буря в пустелі» (1991). 
На другий день Іракської війни, 21 березня 2003 року, «Sea Knight» з 268-ї ескадрильї середніх вертольотів КМП США зазнав катастрофи в районі іраксько-кувейтського кордону, що призвело до перших людських втрат сил міжнародної коаліції в цій війні — загинули четверо американських членів екіпажу і вісім британських солдатів. Всього до грудня 2007 року, за наявними даними, в Іраку було втрачено п'ять вертольотів CH-46.
До середини 1990-х років вертольоти CH-46 перебували на озброєнні 17 транспортних ескадрилей КМП США. За час своєї довгої служби «Sea Knight» завоювали любов і повагу своїх екіпажів і пасажирів, про що свідчить дане CH-46 прізвисько «жаба» (жаргонна «Phrog») і приказка «ніколи не довіряй вертольоту, якому немає 30 років». У серпні 2002 року після виявлення у двох CH-46 тріщин у компоненті одного з несних гвинтів були припинені польоти всіх американських вертольотів цього типу, але тривога виявилася помилковою — подібних тріщин більше не було виявлено. ВМС США остаточно зняли «жабку» з озброєння у 2004 році, замінивши її вертольотами , Сікорський SH-60. Корпус морської піхоти планує поступово замінювати СН-46 новітніми конвертопланами V-22, проте цей процес займе багато часу, і остаточне зняття «Sea Knight» з озброєння передбачалося не раніше 2014 року. 
Останні СН-46 були остаточно виведені з експлуатації КМП США в квітні 2015 року.

## Користувачі

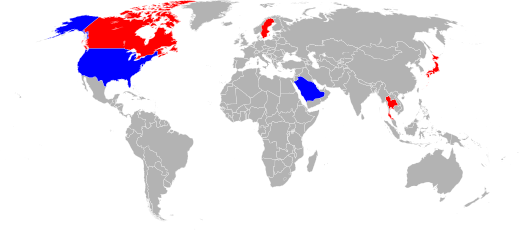
Географія експлуатації CH-46. Синім позначені держави, в яких CH-46 складається на озброєнні, червоним — яких складався на озброєнні

CH-46 не були популярними за кордоном, повністю поступаючись CH-47 у вантажопідйомності.
- Канада

У 1963—1965 роках було придбано 18 вертольотів, які отримали позначення CH-113 «Лабрадор» (для ВПС) і СН-113А «Вояжер» (для армії). Частина з них пройшла модернізацію у 1980-ті роки.
- Саудівська Аравія

Було закуплено лише вертольоти японського виробництва і лише цивільні модифікації, в тому числі пожежну, «швидку допомогу» і вертоліт для високопоставлених осіб. Вони мали позначення від KV-107IIA-SM-1 до KV-107IIA-SM-4.
- США

24 вересня 2004 року CH-46 було знято з озброєння ВМС США. На зміну йому прийшов MH-60S «Night Hawk».
9 квітня 2015 року CH-46 було знято з озброєння КМП США. На зміну йому прийшов MV-22 «Osprey».
- Таїланд

Таїланд використовував кілька японських вертольотів у варіантах для високопоставлених осіб.
- Швеція

Було закуплено 25 вертольотів, частина з яких була японського виробництва. Вони використовувалися в національних ВПС (під позначенням HKp 4A) і у ВМС (HKp 4B, 4C HKp, HKp 4D).
- Японія

В 1965 році фірма Kawasaki купила у Боїнга ліцензію на виробництво V-107. Всього в Японії до 1990 року було випущено 156 вертольотів КВ-107 у численних військових і цивільних модифікаціях. Військові вертольоти перебували на озброєнні Сил самооборони країни.

## Характеристики
Наведені характеристики вертольота СН-46Е.
- Екіпаж — 4 людини
- Двигуни: 2× Дженерал ЕлектрикT-58GE-16
  - максимальна потужність — 1 870 к.с. (1 395 кВт)
  - номінальна потужність — 1 770 к.с. (1 320 кВт)
- Діаметр несних гвинтів — 2× 15,24 м
- Габарити:
  - довжина фюзеляжу — 13,92 м
  - довжина з урахуванням лопатей — 25,70 м
  - відстань між осями гвинтів — 10,16 м
  - колісна база — 7,57 м
  - ширина фюзеляжу — 2,21 м
  - ширина колії — 4,43 м
  - максимальна ширина — 4,50 м
  - висота — 5,17 м

- Вантажна кабіна
  - Довжина — 7,37 м
  - Ширина — 1,83 м
  - Висота — 1,83 м
- Маси
  - Маса порожнього — 7 048 кг
  - Максимальна злітна маса — 11 023 кг
  - Корисне навантаження — 3 975 кг
    - на зовнішній підвісці — 4 536 кг
- Максимальна швидкість — 265 км/год

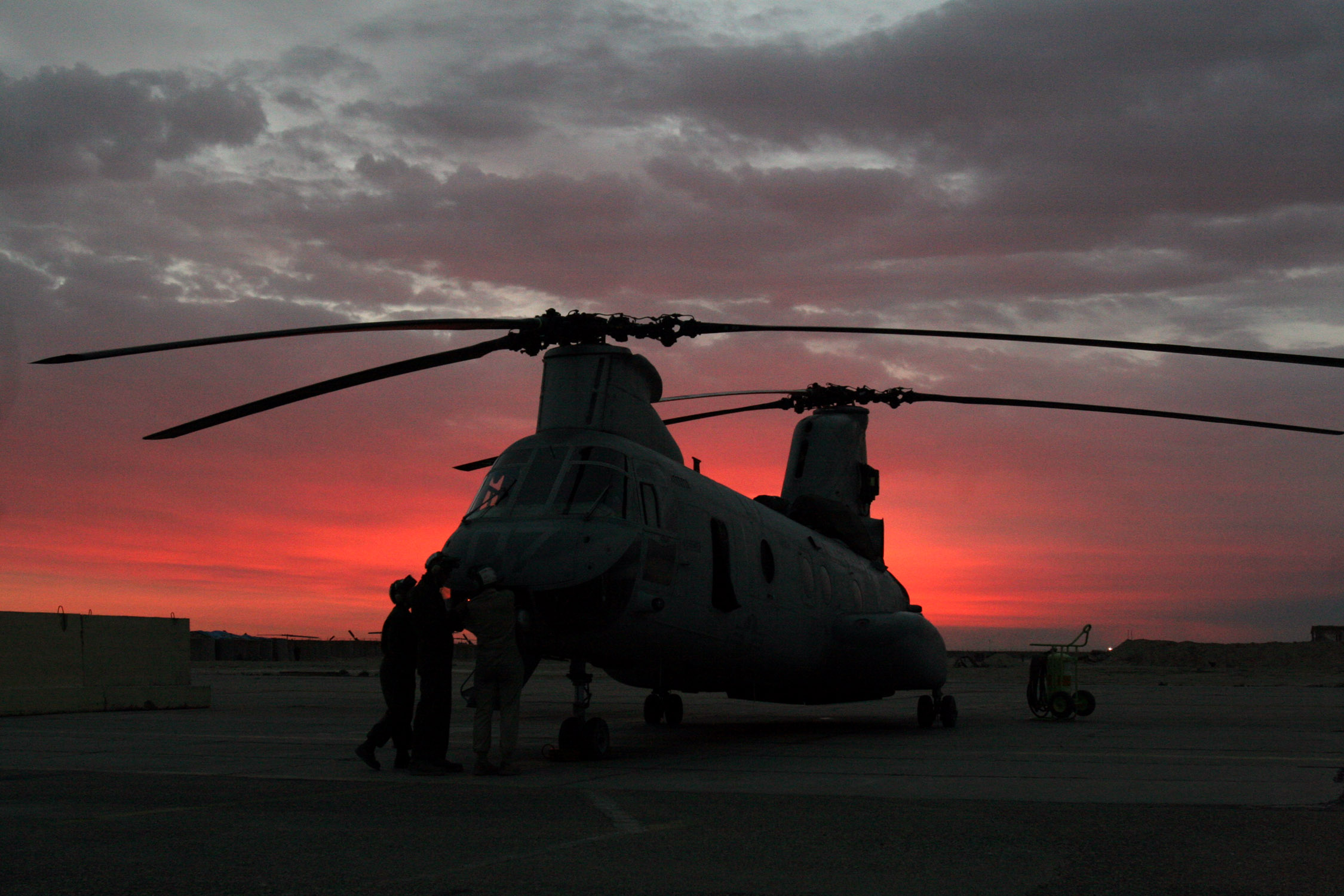

- Швидкопідйомність у землі — 523 м/хв
- Практична стеля (над землею)  — 2895 м
- Бойовий радіус польоту — 300 км

### Озброєння
- 2 кулемета типу «Гатлінг» XM218 калібру 12,7 × 99 мм.
- 1 кулемет M240G 7,62 × 51 мм, встановлений на рампі.

## Галерея

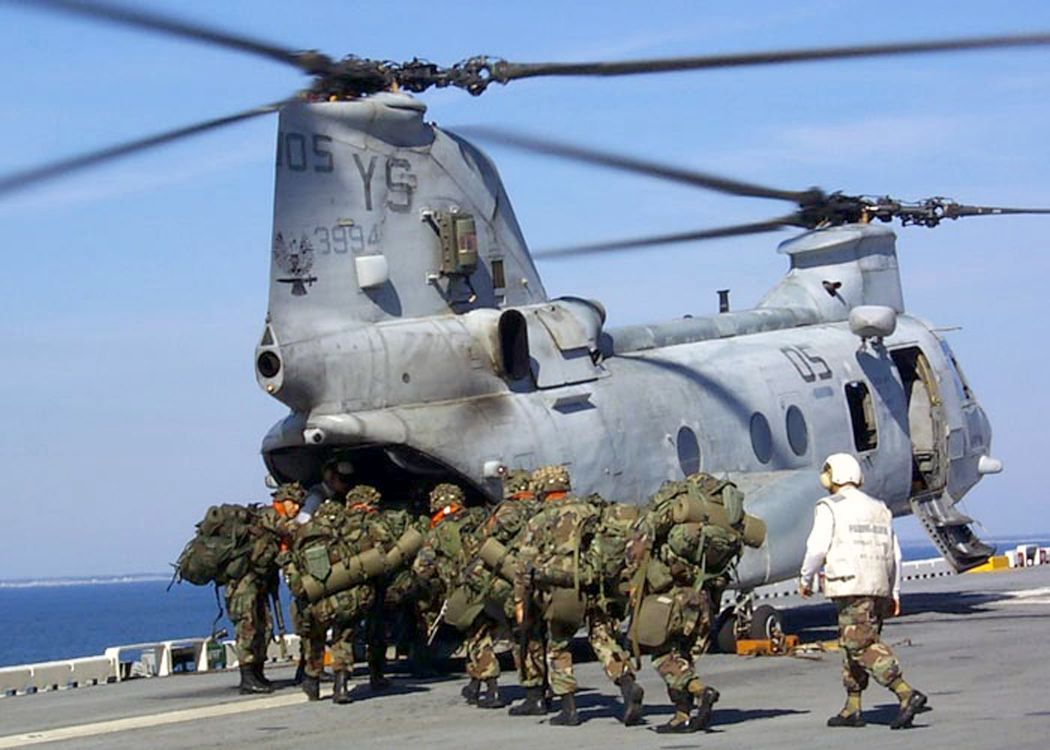
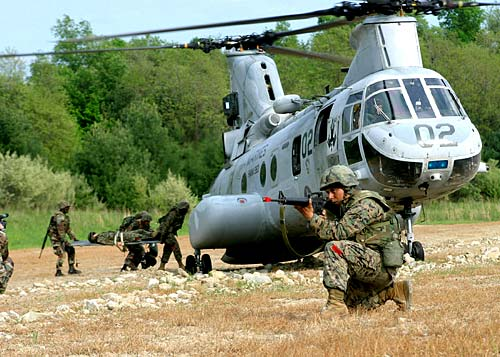